# Example
Elliot John Gleave (mer känd som Example), född 20 juni 1982 i London, är en brittisk sångare och rappare. Hans artistnamn kommer av hans initialer är E.G., vilket är förkortningar för exempel (example) på engelska. Han har släppt fem album. 
Gleave har diagnosen Aspergers syndrom.

## Diskografi

### Album
- What We Made (2007)
- Won't Go Quietly (2010)
- Playing in the Shadows (2011)
- The Evolution of Man (2012)
- Live Life Living (2014)
- Bangers & Ballads (2018)

## Källhänvisningar
1. ↑  Discogs, Discogs artist-ID: 489089, läst: 9 oktober 2017.[källa från Wikidata]
2. ↑  The Guardian ämnes-ID: music/2009/aug/28/first-sight-example.[källa från Wikidata]
3. ↑  Lester, Paul (18 oktober 2012), ”Example: ‘I've got a metal bar. I keep it by the door’” (på engelska), The Guardian, https://www.theguardian.com/music/2012/oct/18/example-ive-got-a-metal-bar, läst 22 april 2018